# Raphia (botanica)
Raphia P.Beauv., 1806 è un genere di piante appartenente alla famiglia delle Arecacee. È l'unico genere della sottotribù Raphiinae.

## Descrizione

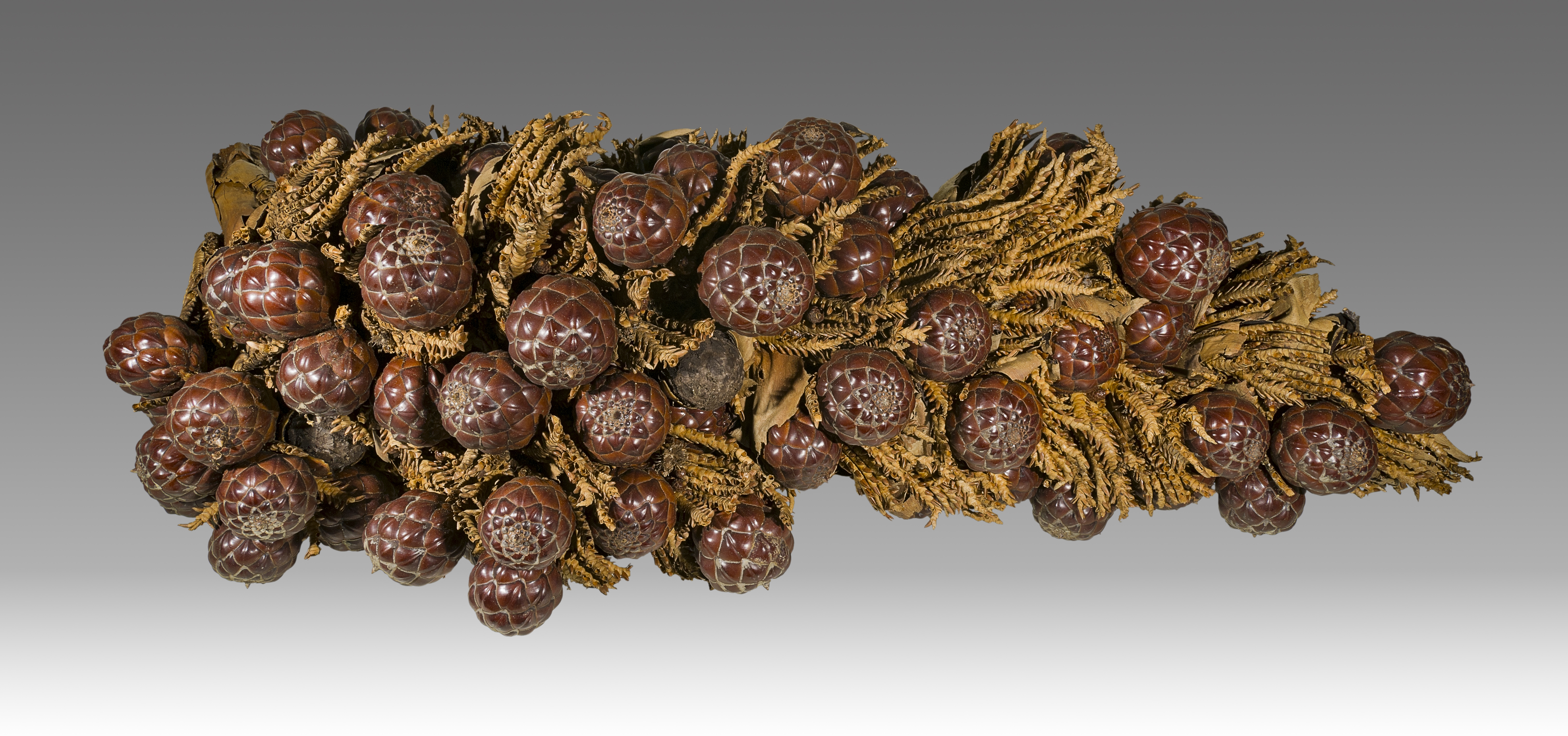
Infruttescenza con frutti.

Le piante di questo genere hanno fusti alti sino a 20 m e foglie pennate spesso altrettanto lunghe: le foglie di Raphia regalis, con i loro 25 m, sono considerate le foglie più lunghe tra tutte le angiosperme.
Sono piante monocarpiche, che fioriscono e fruttificano una sola volta nella loro vita e muoiono una volta che si è compiuta la maturazione dei semi. Dopo che il vecchio fusto si è disseccato la pianta genera nuovi fusti dai polloni.

## Distribuzione e habitat
La maggior parte delle specie del genere Raphia si trovano nell'Africa subsahariana ed in Madagascar; una specie, R. taedigera, è nativa del Sud America, e una, R. australis, del Sudafrica, al confine tra KwaZulu-Natal e Mozambico.

## Tassonomia
Il genere comprende le seguenti specie:
- Raphia africana Otedoh
- Raphia australis Oberm. & Strey
- Raphia diasticha Burret
- Raphia farinifera (Gaertn.) Hyl.
- Raphia gabonica S.Mogue, Sonké & Couvreur
- Raphia gentiliana De Wild.
- Raphia hookeri G.Mann & H.Wendl.
- Raphia laurentii De Wild.
- Raphia longiflora G.Mann & H.Wendl.
- Raphia mambillensis Otedoh
- Raphia mannii Becc.
- Raphia matombe De Wild.
- Raphia monbuttorum Drude
- Raphia palma-pinus (Gaertn.) Hutch.
- Raphia regalis Becc.
- Raphia rostrata Burret
- Raphia ruwenzorica Otedoh
- Raphia sese De Wild.
- Raphia sudanica A. Chev.
- Raphia taedigera (Mart.) Mart.
- Raphia textilis Welw.
- Raphia vinifera P.Beauv.
- Raphia zamiana S.Mogue, Sonké & Couvreur

## Usi

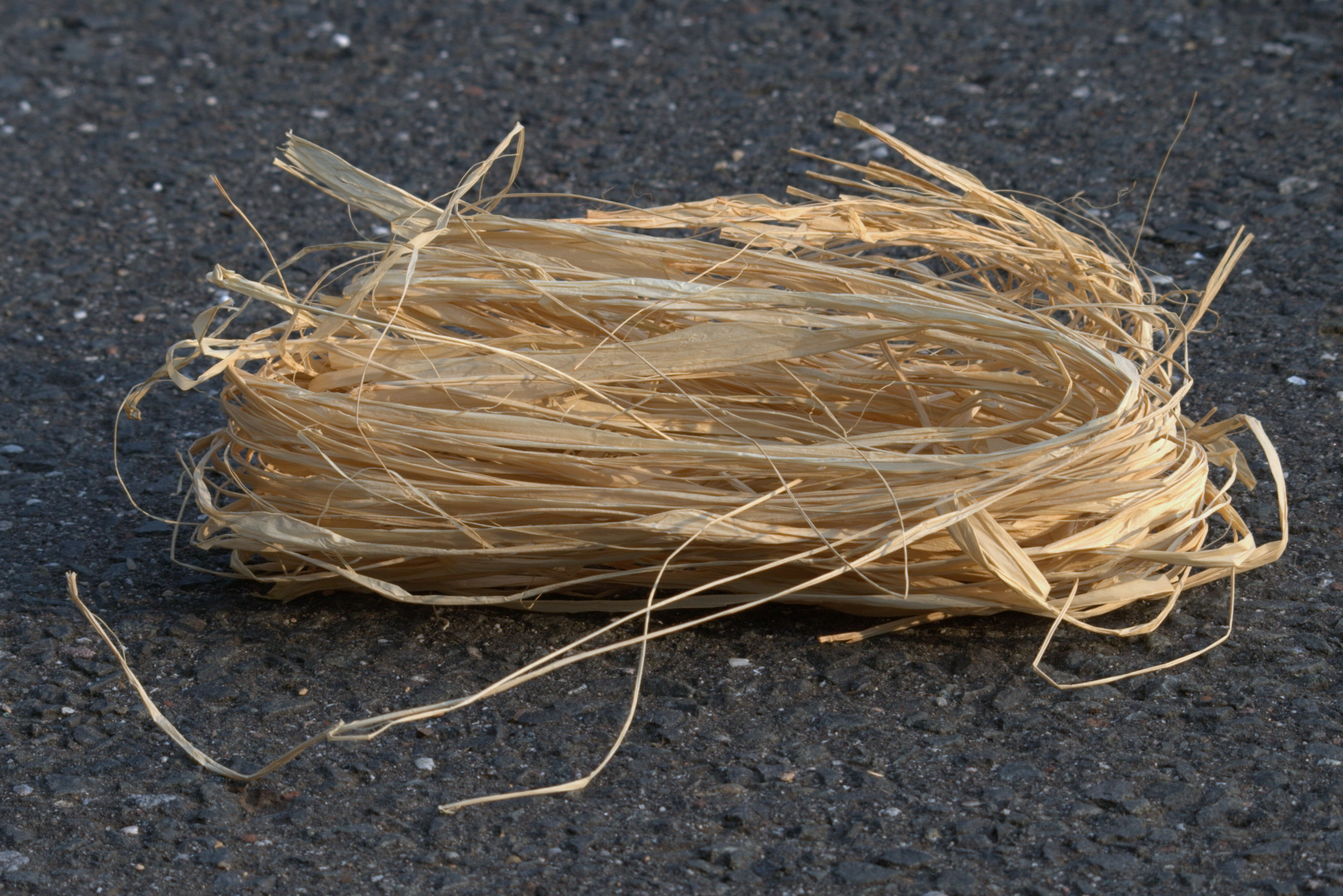
Fibra di Rafia

Dalle foglie si ricava una fibra tenace e grossolana, la rafia, impiegata nell'industria dei cordami, in alternativa alla juta, nella cesteria e negli articoli da intreccio. Un uso tradizionale, ancora presente. è l'utilizzo come guarnizione nel montaggio di giunti filettati di piccole tubazioni.